# Dimitris Tsiamis
Dimitris Tsiamis (gr.: Δημήτρης Τσιάμης, Di̱mí̱tri̱s Tsiámi̱s; ur. 12 stycznia 1982 w Karditsie) – grecki lekkoatleta, trójskoczek.

## Osiągnięcia
- 8. miejsce na halowych mistrzostwach świata (Moskwa 2006)
- 1. miejsce podczas I ligi Pucharu Europy (Saloniki 2006)
- 10. lokata w mistrzostwach świata (Osaka 2007)
- srebro Igrzysk śródziemnomorskich (Pescara 2009)
- 13. miejsce w mistrzostwach Europy (Barcelona 2010)
- złoty medal halowych mistrzostw Bałkanów (Stambuł 2012)
- 9. miejsce w mistrzostwach Europy (Helsinki 2012)
- srebro igrzysk śródziemnomorskich (Mersin 2013)
- 10. miejsce na mistrzostwach świata (Moskwa 2013)
- 3. miejsce podczas zawodów I ligi drużynowych mistrzostw Europy (Tallinn 2014)
- 10. miejsce na mistrzostwach Europy (Zurych 2014)
- 2. miejsce podczas zawodów I ligi drużynowych mistrzostw Europy (Heraklion 2015)
- 5. miejsce podczas superligi drużynowych mistrzostw Europy (Lille 2017)
- brązowy medal na mistrzostwach Europy (Berlin 2018)
- 6. miejsce podczas superligi drużynowych mistrzostw Europy (Bydgoszcz 2019)
- 7. miejsce na halowych mistrzostwach Europy (Toruń 2021)
- 7. miejsce na halowych mistrzostwach Europy (Stambuł 2023)
- 3. miejsce podczas zawodów I dywizji drużynowych mistrzostw Europy[a] (Chorzów 2023)
- 14. miejsce na halowych mistrzostwach świata (Glasgow 2024)

W 2008 Tsiamis reprezentował swój kraj na igrzyskach olimpijskich w Pekinie, 23. lokata w eliminacjach nie dała mu awansu do finału, natomiast w 2021 w Tokio w eliminacjach nie zaliczył żadnej mierzonej próby.

### Rekordy życiowe
- trójskok – 17,55 (2006) rekord Grecji
- trójskok (hala) – 17,12 (2006) rekord Grecji